# Динамо (Львів)
«Динамо» — український спортивний клуб зі Львова. Заснований 1940 року. З 1940 по 1954 рік гравці команди брали участь як в футбольних, так і в хокейних турнірах. Клуб був відроджений у 1998 році. У період 1999–2002 років виступав у футбольній «Другій лізі» чемпіонату України. Чемпіон України з футболу серед аматорів 1999 року.

## Історія
Незадовго до початку другої світової війни внаслідок пакту Ріббентропа-Молотова Львівщина була приєднана до УРСР. Місцеві футбольні клуби, які існували до цього моменту у Львові та інших містах Галичини, Волині та Полісся, було розпущено. Їм на зміну прийшли радянські спортивні товариства. Так у 1940 році, замість спортивного товариства 
 «Чарні», у Львові вперше з'явилося СТ «Динамо».

Колишній логотип

Під час німецько-радянської війни команда не функціонувала, а 1944 року була відроджена. З 1944 по 1953 рік львівське «Динамо» поряд зі львівським «Спартаком» було найсильнішим спортивним товариством міста, які тоді також виступали і в чемпіонатах Львова і УРСР по хокею з шайбою, а ті ж самі гравці цих команд грали тоді і в футбол, і в хокей. За команду виступали, зокрема Іван Зуб, Карло Мікльош, Юрій Зубач, Леон Ганін, Казімєж Ґурський і Михайло Салік, наставником був Вацлав Кухар. Клуб переміг у першості УРСР з футболу серед динамівських команд 1945 року (київське «Динамо» представляли дублери). Перед сезоном 1946 більшість найкращих футболістів міста перейшла до  «Спартака», яке керівництво міста вибрало для представництва Львова у третій групі чемпіонату СРСР (пізніша друга ліга), а «Динамо» (Львів) залишилося любительською командою.
1949 року була створена команда  львівського «Динамо» з  водного поло, яка існує і по теперішній час. Команда є багаторазовим  чемпіоном і  володарем Кубка України. Двічі фіналіст Кубка СРСР. Двічі бронзовий призер чемпіонату СРСР.
1998 року у Львові знову з'явилося футбольне  «Динамо». Того року команда стартувала в аматорському чемпіонаті України з і в першому ж сезоні стала його переможцем. Наступний сезон львівське «Динамо» розпочало вже серед професіоналів. У другій лізі сезону 1999–2000 команда зайняла 6-те місце в групі. Потім було 4-те у 2000/01 і 2001/02. Перед початком наступного чемпіонату «Динамо» знялося із змагань.
З 2017 року футбольне львівське «Динамо» відновила діяльність у вигляді дитячо-юнацької школи після об'єднання львівський футбольних шкіл «Опір» та «Локомотив». Зокрема, «Динамо»(Львів)-U19 грає в Першій Лізі Чемпіонату України U19.

## Досягнення
- Чемпіон України серед аматорів — 1999.
- Переможець Меморіалу Ернеста Юста — 2000.[2]

## Всі сезони в незалежній Україні
| Сезон   | Чемпіонат     | Чемпіонат | Чемпіонат | Чемпіонат | Чемпіонат | Чемпіонат | Чемпіонат | Чемпіонат | Кубок       | Кубок | Кубок | Кубок | Кубок | Кубок | Кубок | Примітка                                            |
| Сезон   | Ліга          | Місце     | І         | В         | Н         | П         | М         | О         | Етап        | І     | В     | Н     | П     | М     | О     | Примітка                                            |
| ------- | ------------- | --------- | --------- | --------- | --------- | --------- | --------- | --------- | ----------- | ----- | ----- | ----- | ----- | ----- | ----- | --------------------------------------------------- |
| 1999/00 | Друга Група А | 6 з 16    | 30        | 13        | 6         | 11        | 35−33     | 45        | —           | —     | —     | —     | —     | —     | —     |                                                     |
| 2000/01 | Друга Група А | 4 з 16    | 30        | 15        | 6         | 9         | 34−25     | 51        | —           | —     | —     | —     | —     | —     | —     |                                                     |
| 2001/02 | Друга Група А | 4 з 19    | 36        | 20        | 6         | 10        | 52−31     | 66        | 1/32 фіналу | 8     | 4     | 0     | 4     | 9−10  | 8     | Знялося із змагань до початку наступного чемпіонату |
| Всього  | Друга         | 3 сезони  | 96        | 48        | 18        | 30        | 121−89    | 114       | >1 сезон    | 8     | 4     | 0     | 4     | 9−10  | 8     |                                                     |

## Відомі люди

### Тренери
- Вацлав Кухар
- Чіх Андрій Андрійович

### Гравці
- Леон Ганін
- Казімеж Гурський
- /  Іван Зуб
- /  Юрій Зубач
- /  Карло Мікльош
- Михайло Салік
- Тарас Павліш